# Peltoperlopsis sinensis
Peltoperlopsis sinensis är en bäcksländeart som först beskrevs av Wu, C.F. och Peter Walter Claassen 1934.  Peltoperlopsis sinensis ingår i släktet Peltoperlopsis och familjen Peltoperlidae. Inga underarter finns listade i Catalogue of Life.